# Sant Josep de Sant Pere de Vilamajor
Sant Josep de Sant Pere de Vilamajor és una església de Sant Pere de Vilamajor (Vallès Oriental) inclosa a l'Inventari del Patrimoni Arquitectònic de Catalunya.

## Descripció
La planta és rectangular i petita. Avui en dia resta sense teulada i en el seu interior s'hi guarden els estris necessaris per la feina, etc. La porta, feta amb maons, acaba en arc escarser. Al seu voltant s'hi treballa la fusta.

## Història
La masia a la qual pertany, Can Vidal del Puig, està documentada des de temps antics, però l'actual edifici és del segle xvii. La capella possiblement era posterior a aquesta construcció. Va tenir culte fins als tombants del segle xx.